# Tore Down a la Rimbaud
«Tore Down a la Rimbaud» es una canción del músico norirlandés Van Morrison publicada como primer tema del álbum de 1985 A Sense of Wonder y como sencillo el mismo año.
El título de la canción deriva del poeta francés Arthur Rimbaud, quien comenzó a escribir poesía a los quince años en 1869 y abandonó la escritura seis años después. Morrison comenzó a escribir la canción en 1975, durante un periodo de inactividad que duró tres años tras la publicación de Veedon Fleece. 
Morrison fue citado por Clinton Heylin diciendo:

Fue durante ese periodo... entre Veedon Fleece y A Period of Transition cuando comencé "Tore Down a la Rimbaud", después de leer que Rimbaud dejó de escribir cuando tenía veintiséis años y se volvió un traficante de armas o algo así. Él nunca volvió a escribir un verso después de aquello. Irónicamente, eso me permitió volver a escribir de nuevo. Me tomó mucho tiempo terminarla, ocho años para tener el resto de versos. Es el tiempo máximo que he llevado conmigo una canción.

Tore Down a la Rimbaud fue remasterizada en 2007 e incluida en el álbum recopilatorio Still on Top - The Greatest Hits.

## Personal
- Van Morrison: piano y voz
- John Allair: órgano
- Bob Doll: trompeta
- Tom Donlinger: batería
- Pee Wee Ellis: saxofón tenor
- David Hayes: bajo
- Pauline Lazano: coros
- Chris Michie: guitarra
- Bianca Thornton: coros